# Kalimantan Utara
Kalimantan Utara (Nordkalimantan, abgekürzt: KALTRA) ist eine Provinz Indonesiens im Nordosten der Insel Borneo.

## Geographie
In Bezug auf die Fläche ist die Provinz die zweitkleinste (vor Kalimantan Selatan) der 5 Provinzen auf Kalimantan, der Anteil an der Regionsfläche liegt bei 13,11 Prozent. Unter allen 38 Provinzen und gleichgestellten Verwaltungseinheiten des Landes bedeutet dies Rang 9.

### Lage und Ausdehnung
Die Provinz grenzt im Westen an Sarawak und im Norden an Sabah in Malaysia sowie im Süden an die indonesische Provinz Kalimantan Timur. Im Osten bildet die Celebessee (Laut Sulawesi) die natürliche Grenze. Die Provinz hat eine Fläche von 70.101,19 km².
Zur Provinz gehören 195 Inseln, mehr als die Hälfte (115) ist administrativ dem Regierungsbezirk Bulungan zugeordnet.

### Grenzpunkte
Die Provinz liegt nördlich des Äquators und hat folgende äußere Grenzpunkte:
| Richtung | Kode          | Desa          | Kec.                  | Kab.       | Koordinaten         |
| -------- | ------------- | ------------- | --------------------- | ---------- | ------------------- |
| N        | 65.03.21.2004 | Kalisun       | Lumbis Hulu           | Nunukan    | 04°24′30,46″ n. Br. |
| O        | 65.01.04.2002 | Mangkupadi    | Tanjung Palas Timur00 | Bulungan00 | 117°59′17,63″ ö. L. |
| S        | 65.02.09.2001 | Dumuk Mahak00 | Kayan Hulu            | Malinau    | 01°06′50,55″ s. Br. |
| W        | 65.02.05.2002 | Nawang Baru   | Kayan Hulu            | Malinau    | 114°33′41,93″ ö. L. |

Der nördlichste Punkt der Region Kalimantan befindet sich im Regierungsbezirk Nunukan.

## Verwaltungsgliederung
Die Provinz Kalimantan Utara gliedert sich in 4 Regierungsbezirke (Kabupaten) und eine administrativ direkt der Provinz unterstellte Stadt (Kota) (Kota). Eine weitere Untergliederung erfolgt in 55 Distrikte (Kecamatan). Diese unterteilen sich in 517 Dörfer (indonesisch Desa), von denen 35 als Kelurahan einen städtischen Charakter besitzen.
| Code 1) | Wappen                 | Kabupaten / Kota Regierungsbezirk / Stadt | Ibu Kota Regierungssitz | Lage      | Fläche (km²) | Anzahl d. Verwaltungseinh. | Anzahl d. Verwaltungseinh. | Anzahl d. Verwaltungseinh. | Bevölkerung am Zensustag | Bevölkerung am Zensustag | Dichte (Einw./km²) |
| Code 1) | Wappen                 | Kabupaten / Kota Regierungsbezirk / Stadt | Ibu Kota Regierungssitz | Lage      | Fläche (km²) | Kec. 2)                    | Kel. 3)                    | Desa 4)                    | 2010 5)                  | 2020 6)                  | Dichte (Einw./km²) |
| ------- | ---------------------- | ----------------------------------------- | ----------------------- | --------- | ------------ | -------------------------- | -------------------------- | -------------------------- | ------------------------ | ------------------------ | ------------------ |
| 65.01   |                        | Bulungan                                  | Tanjung Selor           |           | 13.925,72    | 10                         | 7                          | 81                         | 112.663                  | 151.844                  | 010,90             |
| 65.02   |                        | Malinau                                   | Malinau                 |           | 42.620,70    | 15                         | -                          | 109                        | 062.580                  | 082.510                  | 001,94             |
| 65.03   |                        | Nunukan                                   | Nunukan                 |           | 13.841,90    | 21                         | 8                          | 240                        | 140.841                  | 199.090                  | 014,38             |
| 65.04   |                        | Tana Tidung                               | Tideng Pale             |           | 04.828,58    | 5                          | –                          | 32                         | 015.202                  | 025.584                  | 005,30             |
| 65.71   |                        | Kota Tarakan                              | Tarakan                 |           | 00.250,80    | 4                          | 20                         | 20                         | 193.370                  | 242.786                  | 968,05             |
| 65      | Prov. Kalimantan Utara | Tanjung Selor                             |                         | 75.467,70 | 55           | 35                         | 482                        | 524.656                    | 701.814                  | 009,30                   |                    |

## Geschichte
Die Provinz wurde am 16. November 2012 als 34. Provinz Indonesiens gegründet. Dabei gab die Provinz Kalimantan Timur vier nördlich gelegene Regierungsbezirke (von insgesamt zehn) sowie die autonome Stadt Tarakan an die neugegründete Provinz ab. Der „Mutterbezirk“ büßte hierbei 36,9 Prozent seines Territoriums (75467,70 von 204534,34 km²) und 15,92 Prozent seiner Bevölkerung (2011: 622.350 von 3.908.737 Einw.) ein. Bei der Gründung bestanden 38 Distrikte, ihre Zahl erhöhte sich auf gegenwärtig (11/2024) 55 (bei einer Durchschnittsbevölkerung von 13.831).

## Demografie

Topographische Karte der Provinz

Hinsichtlich der Bevölkerung ist Kalimantan Utara das Schlusslicht unter den 5 Provinzen der Insel (des indonesischen Südteils der Insel Borneo) und belegt einen Anteil von 4,36 Prozent an deren Bevölkerung. Von allen 38 indonesischen Provinzen bzw. gleichgestellten Gebieten bedeutet dies Rang 35 (auf den letzten Plätzen folgen drei Provinzen von der Insel Papua). Auch hat die Provinz die geringste Dichte der Region und sichert sich damit Platz 36.
Von der Gesamtbevölkerung waren Ende 2024 52,79 (35,15) % ledig; 42,58 (58,50) % verheiratet; 1,73 (2,37) % geschieden und 2,89 (3,97) % verwitwet. Die geklammerten kursiven Zahlen geben den Anteil bezogen auf die Bevölkerung ab 15 Jahre an (560,905).

### Soziale Daten 2020
| Merkmal                                                             | Prov. Kalimantan Utara | 0Indonesien0   |
| ------------------------------------------------------------------- | ---------------------- | -------------- |
| Bevölkerung unterhalb der Armutsgrenze (Tsd.)00                     | 51,79                  | 26.424,02      |
| Anteil der „armen Bevölkerung“ (indonesisch Penduduk miskin) (%)000 | 06,80                  | 009,78         |
| Arbeitslosenrate (%)                                                | 04,97                  | 007,07         |
| Lebenserwartung bei der Geburt (Jahre)                              | 72,59                  | 071,47         |
| HDI-Index                                                           | 70,63                  | 071,94         |
| Analphabetenrate (in %, 15+ J.)                                     | 01,56                  | 004,00         |
| Anteil der Altersgruppen                                            | 0Real0                 | 00.Prozentual0 |
| Kinder (<15 J.)                                                     | 0180.2070              | 25,68          |
| arbeitsfähige Bevölkerung (15–64 J.)                                | 0492.1860              | 70,13          |
| Rentner und Pensionäre (>65 J.)                                     | 0029.4210              | 04,19          |

### Religion
| Anteil der Religionen nach Kabupaten/Kota (2020) |           |              |            |        |            |          |
| Kabupaten                                        | Moslems   | Protestanten | Katholiken | Hindus | Buddhisten | sonstige |
| Bulungan                                         | 73,73     | 20,28        | 5,52       | 0,06   | 0,41       | 0,00     |
| Malinau                                          | 33,20     | 57,72        | 8,67       | 0,10   | 0,31       | 0,00     |
| Nunukan                                          | 73,82     | 17,65        | 8,35       | 0,04   | 0,10       | 0,04     |
| Tana Tidung                                      | 78,57     | 13,05        | 8,22       | 0,02   | 0,15       | –00      |
| Tarakan                                          | 85,40     | 9,74         | 3,42       | 0,04   | 1,36       | 0,03     |
| Prov. Kalimantan Utara                           | 73,06     | 20,18        | 6,05       | 0,05   | 0,63       | 0,02     |
| religiöse Gebäude                                | 626 + 363 | 551          | 130        | 7      | 9          | 3        |

| Aktuelle Religionsverteilung                                         |         |          |
| Religion                                                             | Anzahl  | Anteil % |
| Moslems                                                              | 564.904 | 73,300   |
| Protestanten                                                         | 149.703 | 19,430   |
| Katholiken                                                           | 51.446  | 6,680    |
| Hindu                                                                | 331     | 0,040    |
| Buddhisten                                                           | 3993    | 0,520    |
| Konfuzionisten                                                       | 166     | 0,020    |
| Sonstige*                                                            | 84      | <0,010   |
| * „Glaube an den allmächtigen Gott“ (Kepercayaan terhadap Tuhan YME) |         |          |

## Geschlechterverteilung
In nachfolgender Tabelle sind Ergebnisse aus den Bevölkerungsfortschreibungen der Einwohnermeldeämter zum Jahresende und mit den daraus berechneten Parametern (Prozentanteile und Geschlechterverhältnis) aufgeführt.
| Jahr | Gesamt- Bevölkerung | Männer  | %     | Frauen  | %     | Sex Ratio |
| 2012 | 572.506             | 304.243 | 53,14 | 268.263 | 46,86 | 113,41    |
| 3013 | 594.974             | 315.783 | 53,08 | 279.191 | 46,92 | 113,11    |
| 2014 | 618.208             | 328.315 | 53,11 | 289.893 | 46,89 | 113,25    |
| 2015 | 613.655             | 324.870 | 52,94 | 288.785 | 47,06 | 112,50    |
| 2016 | 621.768             | 327.669 | 52,70 | 294.099 | 47,30 | 111,41    |
| 2017 | 635.401             | 334.381 | 52,63 | 301.020 | 47,37 | 111,08    |
| 2018 | 648.407             | 340.172 | 52,46 | 308.235 | 47,54 | 110,36    |
| 2019 | 658.535             | 345.265 | 52,43 | 313.270 | 47,57 | 110,21    |
| 2020 | 680.894             | 356.298 | 52,33 | 324.596 | 47,67 | 109,77    |
| 2021 | 698.002             | 365.007 | 52,29 | 332.995 | 47,71 | 109,61    |
| 2022 | 726.989             | 381.367 | 52,46 | 345.622 | 47,54 | 110,34    |
| 2023 | 747.415             | 392.339 | 52,49 | 355.076 | 47,51 | 110,49    |
| 2024 | 770.627             | 403.628 | 52,38 | 366.999 | 47,62 | 109,98    |

### Aktuelle Daten der Bevölkerungsfortschreibung
Nachfolgende Tabelle gibt den Einwohnerstände der letzten drei Volkszählungen 2000, 2010 und 2020 sowie zum Jahresende der Jahre 2021 bis 2024 wieder. Neben den Volkszählungsdaten wurden Ergebnisse der Fortschreibung durch die örtlichen Einwohnermeldeämter (Zivilregistrierungsbüros, Disdukcapil, indonesisch Dinas Kependudukan dan Pencatatan Sipil) verwendet. Der aktuelle Stand kann in einer interaktiven Karte abgerufen werden.

| Kabupaten Kota           | Zensusdaten | Zensusdaten | Zensusdaten | Zensusdaten | Zensusdaten | Jahresende | Jahresende | Jahresende | Jahresende 2024 | Jahresende 2024 | Jahresende 2024 | Jahresende 2024 | Jahresende 2024  | Jahresende 2024 |
| Kabupaten Kota           | 2000        | 2010        | 2020        | Männer      | Frauen      | 2021       | 2022       | 2023       | Gesamt          | Männer          | Frauen          | Fläche km² 8)   | Dichte Einw./km² | Sex Ratio 9)    |
| ------------------------ | ----------- | ----------- | ----------- | ----------- | ----------- | ---------- | ---------- | ---------- | --------------- | --------------- | --------------- | --------------- | ---------------- | --------------- |
| Bulongan                 | 39.214      | 52.388      | 151.844     | 81.216      | 70.628      | 153.558    | 161.573    | 165.775    | 170.239         | 89.856          | 80.383          | 13.879,79       | 12,3             | 111,78          |
| Malinau                  | 17.450      | 28.726      | 82.510      | 44.053      | 38.457      | 81.925     | 82.629     | 85.073     | 87.582          | 46.163          | 41.419          | 38.901,83       | 2,3              | 111,45          |
| Nunukan                  | 37.064      | 65.670      | 199.090     | 105.704     | 93.386      | 194.118    | 210.465    | 217.923    | 227.460         | 119.672         | 107.788         | 13.564,25       | 16,8             | 111,03          |
| Tana Tidung              | —0          | 6.811       | 25.584      | 13.656      | 11.928      | 26.508     | 27.553     | 28.684     | 30.036          | 15.762          | 14.274          | 3.504,34        | 8,6              | 110,42          |
| Kota Tarakan             | 54.739      | 91.852      | 242.786     | 126.021     | 116.765     | 241.893    | 244.769    | 249.960    | 255.310         | 132.175         | 123.135         | 250,98          | 1.017,3          | 107,34          |
| Provinz Kalimantan Utara | 148.467     | 245.447     | 701.814     | 370.650     | 331.164     | 698.002    | 726.989    | 747.415    | 770.627         | 403.628         | 366.999         | 70.101,19       | 11,0             | 109,98          |